# Horsham St Faith and Newton St Faith
Horsham St Faith and Newton St Faith – gmina (civil parish) w Anglii, w hrabstwie Norfolk, w dystrykcie Broadland. Leży 7 km na północ od Norwich i 163 km na północny wschód od Londynu.
Miejscowość liczy 1642 mieszkańców.